# Comté de Schley
Pour les articles homonymes, voir Schley.
Le comté de Schley est un comté de Géorgie, aux États-Unis.

## Démographie
| 1860  | 1870  | 1880  | 1890  | 1900  | 1910  |
| ----- | ----- | ----- | ----- | ----- | ----- |
| 4 633 | 5 129 | 5 302 | 5 443 | 5 499 | 5 213 |

| 1920  | 1930  | 1940  | 1950  | 1960  | 1970  |
| ----- | ----- | ----- | ----- | ----- | ----- |
| 5 243 | 5 347 | 5 033 | 4 036 | 3 256 | 3 097 |

| 1980  | 1990  | 2000  | 2010  | - | - |
| ----- | ----- | ----- | ----- | - | - |
| 3 433 | 4 861 | 5 233 | 5 010 | - | - |